# 埃米尔·昂里奥
埃米尔·昂里奥（法語：Émile Henriot，1885年7月2日—1961年2月1日）是一名法国化学家，他因清楚地展示钾和铷的自然放射性而出名。他研究了一种方法来产生极大的角速度，并发现适当放置空气喷气机可以以很大的速度旋转陀螺。这种方法以后被用于制作超速离心器。他是研究电子显微镜的先锋。他也研究双折射和分子振动。他于1912年在巴黎大学获得理学博士。